# Chirostoma melanoccus
Chirostoma melanoccus is een straalvinnige vissensoort uit de familie van de koornaarvissen (Atherinopsidae). De wetenschappelijke naam van de soort is voor het eerst geldig gepubliceerd in 1963 door Álvarez.